# Heyns-Umlagerung
Die Heyns-Umlagerung ist eine nach ihrem Entdecker, dem deutschen Chemiker  Kurt Heyns, bezeichnete Namensreaktion. Sie stellt die Anfangsphase der Maillard-Reaktion dar, bei der die Aminogruppen der Aminosäuren als nucleophile Verbindungen leicht an die Carbonylfunktion von reduzierenden Zuckern addieren. Reagiert eine Ketose, zum Beispiel Fructose, so führt eine Umlagerung zur Aminoaldose, die als Heyns-Verbindung (2-Amino-2-desoxy-aldose) bezeichnet wird. Da die Addition des Amins und die Addition des Protons an das intermediäre Aminoenol von zwei Seiten erfolgen kann, entsteht ein Enantiomerenpaar.
Die entsprechende Reaktion einer Aldose zu einer Aminoketose heißt Amadori-Umlagerung.

Fructose (1) reagiert mit einer Aminosäure unter Wasserabspaltung zu einem Imin (3) und lagert sich über ein 1,2-Enaminol (4) zu der Heyns-Verbindung (5) um.